# Fred Sablan
Fred Sablan (Cupertino, 28 aprile 1970) è un musicista statunitense, conosciuto principalmente per essere il bassista dei Marilyn Manson e dei Goon Moon.
In passato è stato anche bassista nei Butcher Holler e chitarrista nei Crack. È entrato a far parte dei Marilyn Manson a luglio 2010, sostituendo l'uscente Andy Gerold.

## Carriera musicale

### Crack (1993-2001) & Butcher Holler (2001-2003)
Negli anni novanta, Fred Sablan fu chitarrista per la band punk rock Crack, descritta dal giornalista Todd S. Inoue come un gruppo "surrealista punk-noise di Cupertino". Successivamente entrò a far parte dei Butcher Holler come bassista, contribuendo al loro album intitolato I Heart Rock, la cui musicalità fu descritta dallo stesso Sablan come "i Black Sabbath mixati con i Roxy Music". I Butcher Holler si sciolsero poco dopo aver aperto i concerti dei Foo Fighters.

### Goon Moon (2007 - oggi)
Dal mese di luglio 2007, Sablan partecipa al progetto collaterale di Twiggy Ramirez, i Goon Moon, come bassista e chitarrista occasionale. I due si conobbero tramite amici comuni, tra cui l'ex chitarrista dei Nine Inch Nails Aaron North.

### Marilyn Manson (2010 - oggi)
Nel mese di luglio 2010 fu annunciato che Sablan è stato scelto come nuovo bassista dei Marilyn Manson. Sablan parlò in proposito durante un'intervista con il sito Provider Module: "Jeordie White mi invitò nel nuovo studio per fare un giro. Marilyn Manson mi suonò ciò che avevano registrato fino a quel momento, e ne fui totalmente coinvolto [...] abbiamo fatto una canzone al volo con Manson al microfono, l'energia in quella stanza era incredibile. Manson e io parlammo mentre lui si trovava in Grecia per la sua mostra d'arte e fu allora che lui tirò in ballo l'idea di farmi entrare nella band".
Marilyn Manson realizzò un dipinto di/per Fred Sablan nel 2010, come Sablan affermò nella stessa intervista: "Manson lo dipinse dopo avermi detto che ero nella band. L'idea del dipinto saltò fuori durante una delle nostre uscite e sono seriamente fortunato e onorato del fatto che lo abbia fatto".

### Birthday Twin
Fred Sablan ha anche un suo personale progetto musicale chiamato Birthday Twin, da lui descritto come un progetto "punk-blues-sperimentale". "Ho passato la maggior parte della mia vita con l'ossessione per i film tanto quanto per la musica. Entrambi possono cambiarsi radicalmente a vicenda [...] sto programmando qualche uscita a nome Birthday Twin, c'è molto materiale. Una sarà il filmato di un'esibizione dal vivo, pubblicata poi come DVD" ha detto Sablan in proposito a Provider Module.

## Discografia
con i Crack
- I Heart Rock (tra il 1993 e il 2001)

con i Marilyn Manson
- Born Villain (2012)